# Inštitut za jezike in tuje poslovne jezike Ekonomsko-poslovne fakultete v Mariboru
Inštitut za jezike in tuje poslovne jezike deluje v okviru Raziskovalno-izobraževalnega centra Ekonomsko-poslovne fakultete Univerze v Mariboru.